# Katedra św. Heleny w Helenie
Katedra św. Heleny w Helenie – główny kościół diecezji Heleny oraz siedziba biskupa tejże diecezji. 

Zbudowana w stylu neogotyckim według projektu A. O. von Herbulisa. Budowę rozpoczęto w 1908 roku, a w 1914 odbyło się pierwsze nabożeństwo.
W latach 1935–1938 była przebudowywana i wzmocniona na wypadek trzęsień ziemi. Gruntowny remont katedry trwa obecnie od 2002 roku. Katedra znajduje się na liście National Register of Historic Places.